# Cerro da Cabeça
O Cerro da Cabeça (249 m) é a elevação mais oriental da Serra de Monte Figo. Localiza-se na freguesia de Moncarapacho, concelho de Olhão. Esta elevação calcária é considerada pelos geólogos um monumento natural, devido ao valor das suas formações cársicas. A sua superfície encontra-se ocupada pelo maior lapiás do sul do país, e as suas grutas têm um elevado valor ambiental, servindo de abrigo a diferentes espécies de morcegos. Para além disso, são muito procuradas pelos amantes da espeleologia. Do património etnográfico da região fazem parte várias lendas que associam as grutas deste cerro a mouros e a mouras encantadas e a passagens secretas. De destacar ainda o seu património botânico, encontrado-se revestido pelo maquis típico do Barrocal algarvio. A sua vertente sul constitui um excelente miradouro do qual é possível vislumbrar a metade oriental do litoral algarvio.